# Valbert
Le Valbert est un fromage à pâte demi-ferme au lait thermisé de vache suisse brune produit dans la région du Saguenay-Lac Saint-Jean au Québec. Issu du savoir-faire de fromagers suisses immigrés au Québec. Il développe un goût légèrement fruité qui n'est pas sans rappeler le gruyère suisse.

## Caractéristiques
Ce formage est composé de 32 % de matière grasse ainsi que de 43 % d'humidité. Ses arômes sont de composantes terreuses, de fruits et de noisettes. Depuis les années 90, les vaches ont été nourries de foin de batture. Il est recouvert d'un tissu lavé couleur rouille avec le nom Valbert écrit en relief sur le pourtour, sa pâte est de couleur dorée. Il rappelle beaucoup le comté âgé de 10 à 12 mois. 

## Distinctions
Prix de l'École de laiterie - Caseus d'argent 2006 (Fromagerie Lehmann)